# Železniška postaja Gorica Center
Železniška postaja Gorica Center je železniška postaja v Italiji, ki oskrbuje Gorico.　